# Nuoto artistico ai Giochi della XXXII Olimpiade - Duo
La gara di Duo del nuoto artistico dei Giochi della XXXII Olimpiade si è svolta dal 2 al 4 agosto 2021 presso il Tokyo Aquatics Centre. Ha visto in gara 22 coppie di atlete provenienti da 22 nazioni. È la prima edizione in cui venne utilizzata la nuova denominazione "nuoto artistico", decisa dalla Federazione internazionale del nuoto (FINA) nel 2017, in sostituzione della precedente "nuoto sincronizzato".

## Programma
| Data          | Ora (UTC+9) | Turno                     |
| ------------- | ----------- | ------------------------- |
| 2 agosto 2021 | 19:30       | Preliminare Prova Libera  |
| 3 agosto 2021 | 19:30       | Preliminare Prova Tecnica |
| 4 agosto 2021 | 19:30       | Prova Libera              |

## Preliminari[2]
| Posizione | Duo                               | Nazione       | Prova libera | Prova tecnica | Punteggio | Note |
| --------- | --------------------------------- | ------------- | ------------ | ------------- | --------- | ---- |
| 1         | S. Kolesničenko - S. Romašina     | ROC           | 97.9000      | 97.1079       | 195.0079  | Q    |
| 2         | Huang X. - Sun W.                 | Cina          | 96.2333      | 95.5499       | 191.7832  | Q    |
| 3         | M. Fjedina - A. Savčuk            | Ucraina       | 94.9333      | 93.8620       | 188.7953  | Q    |
| 4         | Y. Inui - M. Yoshida              | Giappone      | 93.9333      | 93.3499       | 187.2832  | Q    |
| 5         | C. Holzner - J. Simoneau          | Canada        | 91.2333      | 92.5024       | 91.4798   | Q    |
| 6         | L. Cerruti - C. Ferro             | Italia        | 91.2000      | 91.1035       | 182.3035  | Q    |
| 7         | A. Alexandri - E. Alexandri       | Austria       | 90.5000      | 90.3773       | 180.8773  | Q    |
| 8         | C. Tremble - L. Tremble           | Francia       | 88.5667      | 87.3474       | 175.9141  | Q    |
| 9         | Bregje de Brouwer - N. de Brouwer | Paesi Bassi   | 88.1667      | 87.2612       | 175.4279  | Q    |
| 10        | V. Chandoška - D. Kulagina        | Bielorussia   | 88.0333      | 87.2101       | 175.2434  | Q    |
| 11        | A. Ozhogina - I. Tió              | Spagna        | 88.3000      | 86.9281       | 175.2281  | Q    |
| 12        | N. Diosdado - J. Jiménez          | Messico       | 86.5333      | 86.6190       | 173.1523  | Q    |
| 13        | A. Alvarez - L. Schroeder         | Stati Uniti   | 86.5333      | 86.1960       | 172.7293  |      |
| 14        | K. Shortman - I. Thorpe           | Gran Bretagna | 84.7333      | 85.1548       | 169.8881  |      |
| 15        | E. Blecher - S. Bobritsky         | Israele       | 84.6333      | 83.8580       | 168.4913  |      |
| 16        | A. Nemich - Y. Nemich             | Kazakistan    | 83.8667      | 83.2338       | 167.1005  |      |
| 17        | L. Mechnig - M. Schierscher       | Liechtenstein | 83.0333      | 83.2489       | 166.2822  |      |
| 18        | E. Álvarez - M. Arango            | Colombia      | 81.9667      | 82.0526       | 164.0193  |      |
| 19        | H. Hiekal - L. Mohsen             | Egitto        | 78.9000      | 77.8625       | 156.7625  |      |
| 20        | E. Rogers - A. Thompson           | Australia     | 76.3667      | 75.5343       | 151.9010  |      |
| 21        | C. Johnston - L. Strugnell        | Sudafrica     | 72.1667      | 70.9099       | 143.0766  |      |
|           | E. Platanioti - E. Papazoglou     | Grecia        | 88.1667      | DNS           | DNS       |      |

## Finale[4]
Le sincronette si sono esibite solo con la prova libera, mantenendo il punteggio della prova tecnica ottenuto nella fase precedente.
| Posizione | Duo                               | Nazione     | Prova tecnica | Prova libera | Punteggio |
| --------- | --------------------------------- | ----------- | ------------- | ------------ | --------- |
|           | S. Kolesničenko - S. Romašina     | ROC         | 97.1079       | 98.8000      | 195.9079  |
|           | Huang X. - Sun W.                 | Cina        | 95.5499       | 96.9000      | 192.4499  |
|           | M. Fjedina - A. Savčuk            | Ucraina     | 93.8620       | 95.6000      | 189.4620  |
| 4         | Y. Inui - M. Yoshida              | Giappone    | 93.3499       | 94.4667      | 187.8166  |
| 5         | C. Holzner - J. Simoneau          | Canada      | 91.4798       | 93.0000      | 184.4798  |
| 6         | L. Cerruti - C. Ferro             | Italia      | 91.1035       | 92.4667      | 183.5702  |
| 7         | A. Alexandri - E. Alexandri       | Austria     | 90.3773       | 91.8000      | 182.1773  |
| 8         | C. Tremble - L. Tremble           | Francia     | 87.3474       | 89.6333      | 176.9807  |
| 9         | Bregje de Brouwer - N. de Brouwer | Paesi Bassi | 87.2612       | 88.9000      | 176.1612  |
| 10        | A. Ozhogina - I. Tió              | Spagna      | 86.9281       | 88.6667      | 175.5948  |
| 11        | V. Chandoška - D. Kulagina        | Bielorussia | 87.2101       | 87.8000      | 175.0101  |
| 12        | N. Diosdado - J. Jiménez          | Messico     | 86.6190       | 86.5667      | 173.1857  |